# A California Love Story
Pour plus de détails, voir Fiche technique et Distribution.
A California Love Story est un film muet américain réalisé par Allan Dwan et sorti en 1911.

## Synopsis
Pequita, une jeune mexicaine, est accueillie par l'aumônier de la mission. Melton Porter, un artiste peintre, nouvellement arrivé, est assis à son chevalet, lorsqu'il remarque la présence de la jeune femme. Il tente de l'aborder. Au début, elle feint l'indignation, mais, peu à peu, au cours de la conversation, ils se découvrent des points communs…

## Fiche technique
- Réalisation : Allan Dwan
- Pays de production :  États-Unis
- Durée : 10 minutes
- Date de sortie : États-Unis : 1er mai 1911

## Distribution
- J. Warren Kerrigan : Melton Porter
- Pauline Bush : Pequita